# Calle 127
La Calle 127 es una importante arteria del norte de la ciudad de Bogotá en Colombia. Esta avenida tiene dos denominaciones más: Avenida Callejas entre la Carrera 7 y la Avenida Paseo de los Libertadores y Avenida Rodrigo Lara Bonilla, entre la Avenida Paseo de los Libertadores y la Avenida Boyacá. Esta última denominación fue nombrada en honor a Rodrigo Lara Bonilla, asesinado en 1984 por el cartel de Medellín mientras transitaba esta calle; él se desempeñaba como ministro de Justicia durante la presidencia de Belisario Betancur.

## Trazado
La Calle 127 comienza en la Carrera Séptima cerca de las sedes de Emisora Punto 5 1490 AM y de Colmundo Radio 1040 AM, continúa hacia el occidente cruzando el puente vehicular de la Avenida NQS y llegando a la Carrera 15, cerca al Centro Comercial Unicentro y al Hotel Sonesta.
Continúa hacia el occidente pasando sobre la Autopista Norte, y cruzándose con la Avenida Córdoba que conecta al norte con el barrio  Prado Veraniego de la Calle 129, la Avenida Las Villas y la Avenida Suba, donde se encuentra el Centro Comercial Bulevar Niza.
Más al occidente llega a la intersección a desnivel con la Avenida Boyacá, cerca del Club Los Lagartos, donde la vía pasa a convertirse en la denominada Avenida El Rincón (Carrera 91).

## Intersecciones
- Avenida Novena
- Carrera 15
- Avenida Carrera 19
- Autopista Norte
- Avenida Córdoba
- Avenida Las Villas
- Avenida Suba
- Avenida Boyacá

## Sitios importantes en la vía
- Sede de Emisora Punto 5 1490 AM (Usaquén)
- Sede de Colmundo Radio 1040 AM (Usaquén)
- Instituto Pedagógico Nacional (Usaquén)
- Clínica La Carolina (Usaquén)
- Unicentro (Usaquén)
- Iglesia Confraternidad (Usaquén)
- Clínica Reina Sofía (Usaquén)
- Templo de Jesucristo de los Santos de los Últimos Días (Suba)
- Sede principal de Bavaria (Suba)
- Centro Comercial Bulevar Niza (Suba)
- Centro Comercial Niza (Suba)

## Rutas SITP

### TransMilenio
Cerca de la vía quedan las estaciones de TransMilenio: Calle 127 B (Usaquén y Suba) y Niza - Calle 127 C (Suba).

### Servicio especial
- 18-11 Unicerros[3]

### Servicios urbanos
- A203 D203 Chicó Norte - Bachué[4]
- B609 H609 Unicentro - Arborizadora Alta[5]

- B909 D909 Mazurén - Villas de Granada[6]

- B920 Estación Calle 127[7]

- B314 K314 El Codito - Fontibón Refugio[8]
- B401 F401 Calle 222-UDCA - Tierra Buena[9]
- C109 B109 Tibabuyes ↔ Cantón Norte
- C117 A117 Villa Cindy ↔ Chapinero[10]

- C134 A134 Pq. Central Bavaria ↔ Tibabuyes[11]
- C144 Bilbao
- C151 A151 Tibabuyes ↔ Centro[12]

- 260 Unicentro - Arabia[13]

- 320 Unicentro - Villa Cindy[14]

- 403A Engativá - Unicentro[15]

- 403B Engativá - Unicentro[16]

- 489 Country Club - Lomas[17]

- 742A Paraíso - Bulevar Niza[18]

- C77 Terminal Norte-Makro - Tintalá[19]

- E17 Villa Gloria - Chicó[20]

- E43 Villa Gloria - Chicó[21]
- E44 Mirandela - El Uval[22]

- E61 Casablanca - Porciúncula[23]

- T26 Country Club - Perdomo Sur[24]